# Battaglia dei Campi Veteres
La battaglia dei Campi Veteres fu combattuta nel 212 a.C. nel corso della seconda guerra punica, fra l'esercito cartaginese condotto da Magone il Sannita e quello romano, condotto dal proconsole Tiberio Sempronio Gracco, che perse la vita nello scontro.

## Contesto storico
Dopo la schiacciante vittoria a Canne (216 a.C.), Annibale raggiunse i primi importanti risultati politico-strategici. Alcuni centri cominciarono a abbandonare i Romani, come Campani, Atellani, Calatini, parte dell'Apulia, i Sanniti (ad esclusione dei Pentri), tutti i Bruzi, i Lucani, gli Uzentini e quasi tutto il litorale greco, i Tarentini, quelli di Metaponto, di Crotone, di Locri e tutti i Galli cisalpini, e poi Compsa, insieme agli Irpini. Annibale, con il grosso dell'esercito, si diresse in Campania dove riuscì ad ottenere dopo una serie di trattative la defezione di Capua che a quell'epoca era ancora, per importanza, la seconda città della penisola, dopo Roma.

### Casus belli
Dopo anni di scontri nell'Italia meridionale, nel 212 a.C., nentre Annibale si trovava ancora nei pressi di Taranto, entrambi i consoli, Q.Fulvio Flacco e Appio Claudio Pulcro, erano accampati nei dintorni di Bovianum. Il console Fulvio Flacco ebbe l'incarico di dirigersi in Campania, venendo a conoscenza del fatto che Annone era partito con una parte dell'esercito per raccogliere grano e che 2 000 carri erano giunti a prelevarlo nei pressi di Benevento per portarlo a Capua. Si trattava di una folla disordinata e inerme di contadini e schiavi, che aveva creato non poca confusione all'interno dell'accampamento cartaginese. Lo scontro che ne seguì, in seguito all'attacco romano, vide i Cartaginesi uscirne pesantemente sconfitti. Distrutti gli accampamenti nemici, l'esercito romano fece ritorno a Benevento, dove il bottino venne venduto all'asta e poi diviso fra i soldati di ambedue gli eserciti consolari. Annone invece, una volta venuto a conoscenza della disfatta del suo esercito, preferì far ritorno nel Bruzio, «più simile a uno che fugge che a uno che si mette in marcia».
I Campani, avuta notizia della sconfitta cartaginese, inviarono ambasciatori ad Annibale per informarlo che i due consoli si trovavano a Benevento, a un solo giorno di marcia da Capua. Il condottiero cartaginese provvide subito ad inviare 2 000 cavalieri, per impedire i saccheggi romani nei campi circostanti. Contemporaneamente i due consoli condussero le loro legioni verso il territorio campano per assalire Capua. Per evitare che la città di Benevento rimanesse indifesa, ordinarono a Tiberio Sempronio Gracco di condurre nella città un reparto di cavalleria e uno di fanteria leggera, affidando a qualcun altro il comando delle sue legioni per continuare l'occupazione della Lucania.
Sembra che un certo Flavo Lucano, a capo della fazione favorevole ai Romani, cambiò parere per cercare di entrare nelle grazie di Annibale e tradì il comandante romano, Tiberio Gracco. Ottenne infatti la promessa da parte dei Cartaginesi che se avesse consegnato il proconsole romano, i Lucani sarebbero stati accolti in amicizia con le loro greggi. Flavo allora condusse Annibale nel luogo ideale dove compiere l'agguato. L'impresa venne quindi affidata a Magone il Sannita, il quale, una volta nascosti cavalieri e fanti in grande numero, il giorno convenuto mise in atto il piano stabilito.
Flavo si recò da Tiberio e gli comunicò di voler compiere un'impresa molto importante, per condurre a termine la quale era necessario l'intervento del proconsole romano. Aveva indotto tutti i pretori delle popolazioni che erano passate dalla parte di Annibale, a tornare all'alleanza romana, promettendo loro che Roma sarebbe stata clemente e li avrebbe perdonati. Era necessario però che fosse lo stesso Gracco a pronunciare quelle parole davanti ai rappresentanti di ciascuna popolazione. E poiché Gracco giudicò tale progetto privo di insidie, partì dagli accampamenti romani in compagnia dei littori, di una turma di cavalleria e della sua guida.

## Battaglia
Gracco cadde così nell'agguato. I nemici balzarono subito fuori e Flavo ne prese le parti. Da ogni parte venivano scagliati dardi contro Gracco e i cavalieri romani. Il proconsole romano scese da cavallo invitando i suoi uomini a seguirne l'esempio. Poi, avvolto il mantello intorno al braccio sinistro, poiché non avevano portato con sé neppure gli scudi, si lanciò contro i nemici. Si accese così una feroce battaglia, sebbene i Romani fossero in pochi e venissero trafitti da ogni parte, considerando che non avevano di che difendersi e i Cartaginesi si trovavano in posizione più elevata. E sebbene gli ordini di Annibale fossero di prendere vivo il proconsole romano, ciò non fu possibile poiché Gracco, una volta visto il lucano traditore, si avventò con tale violenza contro il gruppo degli avversari, che non fu più possibile risparmiarlo.

## Conclusioni
Magone annunciò ad Annibale che Gracco era morto e ordinò che il suo corpo fosse posto dinnanzi alla tribuna del comandante, insieme con i fasci littori. Egli morì probabilmente in Lucania presso i Campi Veteres. Vi sono alcuni storici antichi che ritengono sia morto invece presso il fiume Calore Irpino, non molto distante da Benevento. L'episodio viene raccontato da Livio:
(Livio, XXV, 17.1-2.)
Un'altra versione della sua morte, tramandataci sempre da Livio, sostiene che:
(Livio, XXV, 17.3.)
Vi sarebbero poi diverse versioni dei suoi funerali. La versione più diffusa è quella secondo la quale Annibale fece innalzare un rogo per lui all'ingresso dell'accampamento cartaginese e che l'intero esercito in armi sia sfilato in parata, mentre il comandante cartaginese ne celebrava le esequie con tutti gli onori. Una seconda versione, raccontata sempre da Livio, riferisce che i Cartaginesi si impadronirono della sola testa di Gracco che venne portata ad Annibale, il quale la inviò al questore Gneo Cornelio Lentulo che, alla presenza dell'esercito e dei cittadini di Benevento, celebrò le esequie.